# Grand Prix Holandii 1985
Grand Prix Holandii 1985 (oryg. Grote Prijs van Nederland) – 11. runda Mistrzostw Świata Formuły 1 w sezonie 1985, która odbyła się 25 sierpnia 1985, po raz 30. na torze Zandvoort.
32. Grand Prix Holandii, 30. zaliczane do Mistrzostw Świata Formuły 1.

## Klasyfikacja

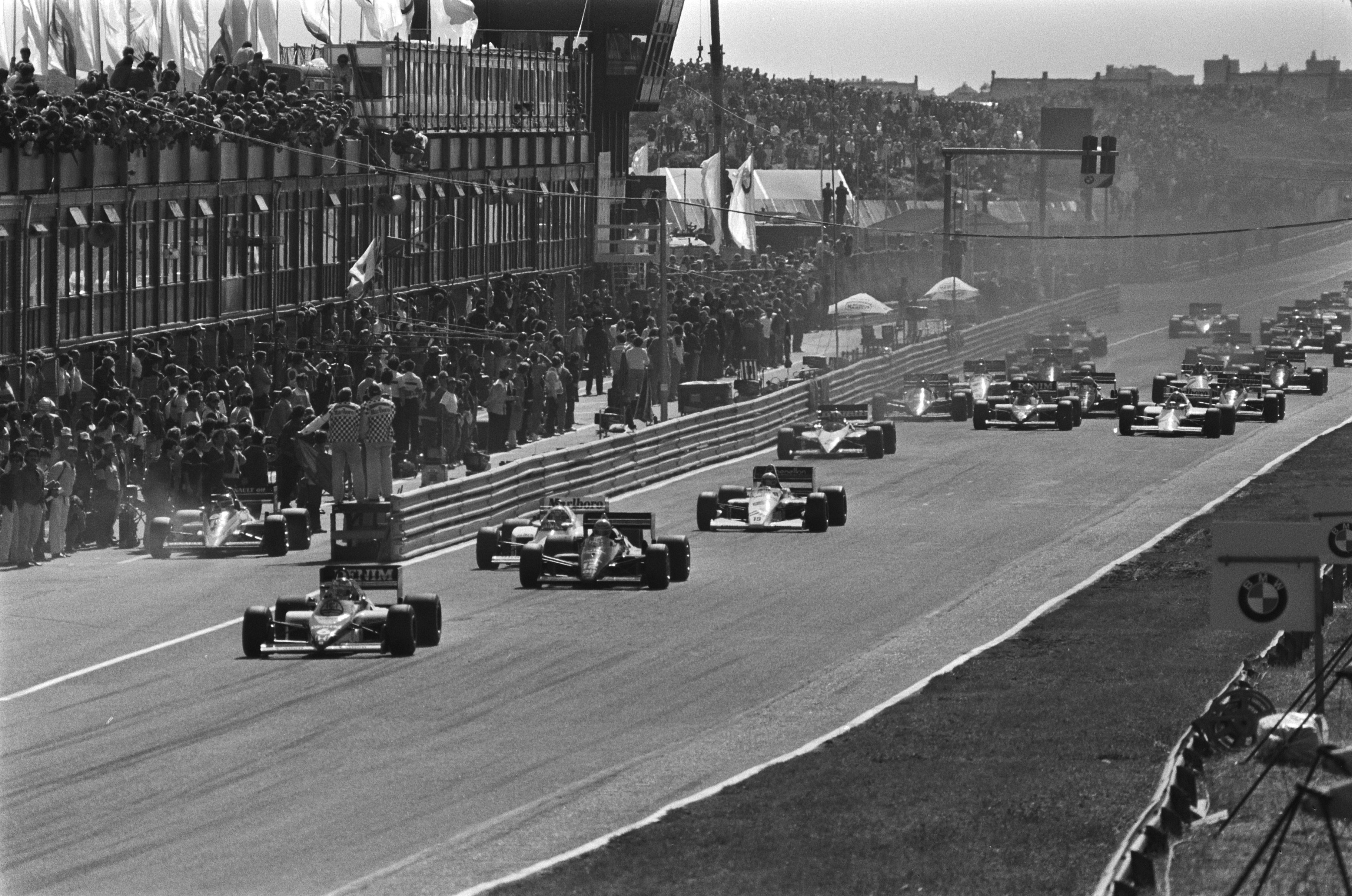
Kierowcy po starcie wyścigu

| Legenda oznaczeń w tabelach wyników Wyświetl szablon na nowej stronie | Legenda oznaczeń w tabelach wyników Wyświetl szablon na nowej stronie                                                                     |
| Oznaczenie                                                            | Wyjaśnienie |
| --------------------------------------------------------------------- | --- |
| Złoty                                                                 | Zwycięzca lub mistrzostwo |
| Srebrny                                                               | 2. miejsce lub wicemistrzostwo |
| Brązowy                                                               | 3. miejsce lub II wicemistrzostwo |
| Zielony                                                               | Ukończył, punktował (w klasyfikacji generalnej, gdy zdobył co najmniej jeden punkt na przestrzeni sezonu, poza trzema powyższymi opcjami) |
| Niebieski                                                             | Ukończył, nie punktował (w klasyfikacji generalnej, gdy nie zdobył co najmniej jednego punktu na przestrzeni sezonu)                      |
| Czerwony                                                              | Nie zakwalifikował się (NZ) |
| Czerwony                                                              | Nie prekwalifikował się (NPK) |
| Różowy                                                                | Nie ukończył (NU) |
| Różowy                                                                | Niesklasyfikowany (NS) (w klasyfikacji generalnej, gdy nie został sklasyfikowany w żadnym wyścigu sezonu)                                 |
| Czarny                                                                | Zdyskwalifikowany (DK) |
| Czarny                                                                | Wykluczony (WYK/EX) |
| Biały                                                                 | Nie wystartował (NW) |
| Biały                                                                 | Kontuzjowany (K/INJ) |
| Biały                                                                 | Wyścig odwołany (OD/C) |
| Bez koloru                                                            | Został wycofany (WYC/WD) |
| Bez koloru                                                            | Nie przybył (NP/DNA) |
| Bez koloru                                                            | Nie brał udziału w treningach (NT/DNP) |
| Bez koloru                                                            | Nie został zgłoszony (–) |
| Pogrubienie                                                           | Start z pole position |
| Kursywa                                                               | Najszybsze okrążenie wyścigu |
| †                                                                     | Nie ukończył, ale jego rezultat został zaliczony ze względu na przejechanie więcej niż 90% dystansu wyścigu.                              |
| *                                                                     | Sezon w trakcie |
| 1/2/3                                                                 | Punktowana pozycja w sprincie kwalifikacyjnym                                                                                             |
| Lista systemów punktacji Formuły 1                                    | |

| Poz  | Nr                | Kierowca           | Konstruktor            | Okrążenia | Czas/powód NU     | Poz. startowa | Punkty |
| ---- | ----------------- | ------------------ | ---------------------- | --------- | ----------------- | ------------- | ------ |
| 1    | 1                 | Niki Lauda         | McLaren-TAG            | 70        | 1:32:29.263       | 10            | 9      |
| 2    | 2                 | Alain Prost        | McLaren-TAG            | 70        | + 0.232           | 3             | 6      |
| 3    | 12                | Ayrton Senna       | Lotus-Renault          | 70        | + 48.491          | 4             | 4      |
| 4    | 27                | Michele Alboreto   | Ferrari                | 70        | + 48.837          | 16            | 3      |
| 5    | 11                | Elio de Angelis    | Lotus-Renault          | 69        | + 1 okrązenie     | 11            | 2      |
| 6    | 5                 | Nigel Mansell      | Williams-Honda         | 69        | + 1 okrążenie     | 7             | 1      |
| 7    | 3                 | Martin Brundle     | Tyrrell-Renault        | 69        | + 1 okrążenie     | 21            |        |
| 8    | 7                 | Nelson Piquet      | Brabham-BMW            | 69        | + 1 okrążenie     | 1             |        |
| 9    | 17                | Gerhard Berger     | Arrows-BMW             | 68        | + 2 okrążenia     | 14            |        |
| 10   | 8                 | Marc Surer         | Brabham-BMW            | 65        | Ukł. wydechowy    | 9             |        |
|      | Niesklasyfikowani |                    |                        |           |                   |               |        |
| n.k. | 24                | Huub Rothengatter  | Osella-Alfa Romeo      | 56        | Nie klasyfikowany | 26            |        |
| NU   | 18                | Thierry Boutsen    | Arrows-BMW             | 54        | Zawieszenie       | 8             |        |
| NU   | 9                 | Philippe Alliot    | RAM-Hart               | 52        | Silnik            | 25            |        |
| NU   | 4                 | Stefan Bellof      | Tyrrell-Renault        | 39        | Silnik            | 22            |        |
| NU   | 16                | Derek Warwick      | Renault                | 27        | Skrz. biegów      | 12            |        |
| NU   | 25                | Andrea de Cesaris  | Ligier-Renault         | 25        | Turbosprężarka    | 18            |        |
| NU   | 15                | Patrick Tambay     | Renault                | 22        | Przen. napędu     | 6             |        |
| NU   | 6                 | Keke Rosberg       | Williams-Honda         | 20        | Silnik            | 2             |        |
| NU   | 19                | Teo Fabi           | Toleman-Hart           | 18        | Mocowanie koła    | 5             |        |
| NU   | 26                | Jacques Laffite    | Ligier-Renault         | 17        | Elektronika       | 13            |        |
| NU   | 30                | Jonathan Palmer    | Zakspeed               | 13        | Ciśnienie oleju   | 23            |        |
| NU   | 20                | Piercarlo Ghinzani | Toleman-Hart           | 12        | Silnik            | 15            |        |
| NU   | 28                | Stefan Johansson   | Ferrari                | 9         | Silnik            | 17            |        |
| NU   | 29                | Pierluigi Martini  | Minardi-Motori Moderni | 1         | Wypadek           | 24            |        |
| NU   | 23                | Eddie Cheever      | Alfa Romeo             | 1         | Turbosprężarka    | 20            |        |
| NU   | 22                | Riccardo Patrese   | Alfa Romeo             | 1         | Turbosprężarka    | 19            |        |